# Щоденник (Аркадій Любченко)
Щоденник — автобіографічний твір українського письменника Аркадія Любченка. Вперше виданий у 1951 році українською діаспорою в Торонто.